# エレナ・ガジェゴ

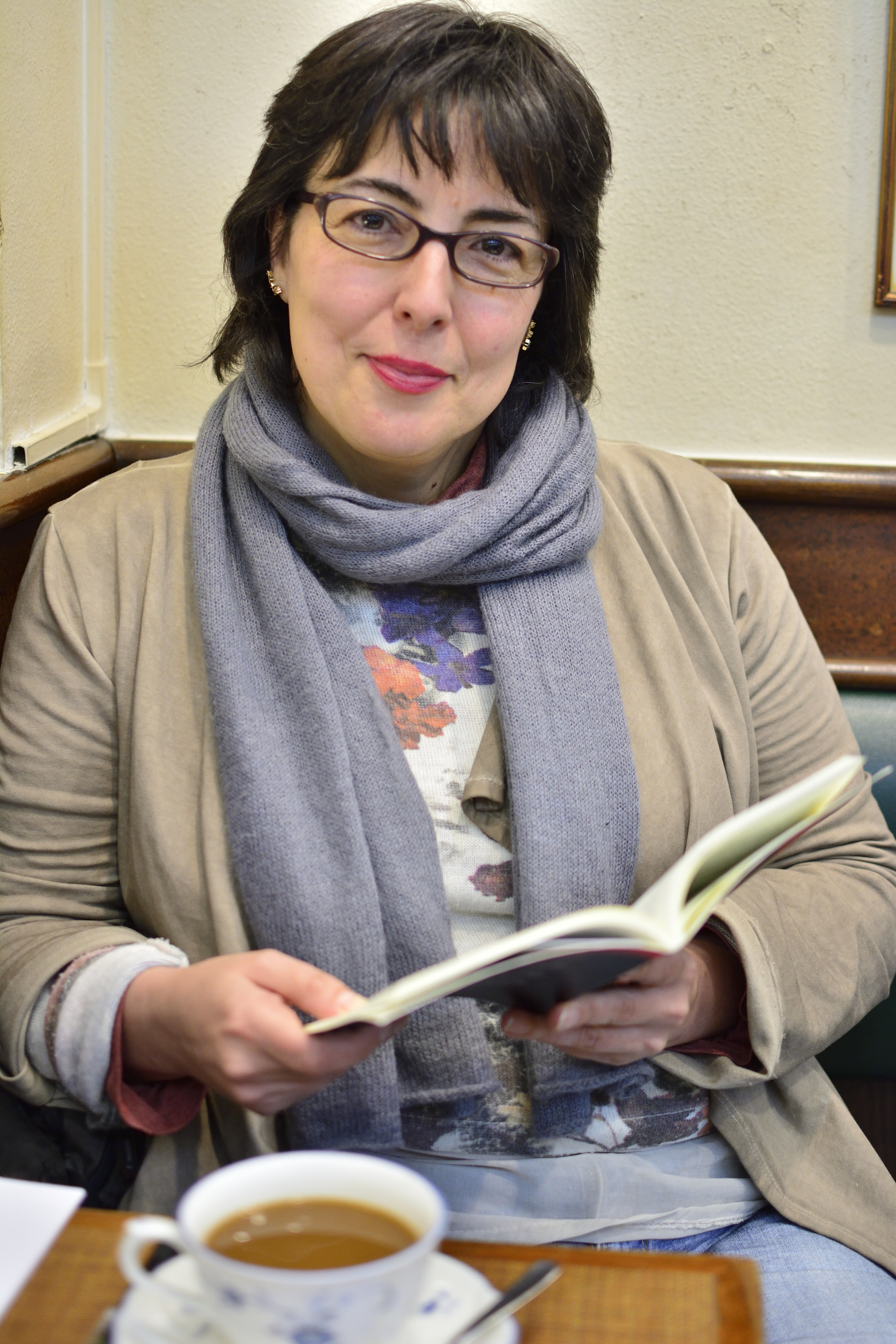
エレナ・ガジェゴ・アンドラーダ

エレナ・ガジェゴ・アンドラーダ（Elena Gallego Andrada、1967年 - ）は、スペイン、ブルゴス出身の文学者、翻訳家。
マドリード・コンプルテンセ大学、京都大学で学び、セビーリャ大学で比較文学と翻訳論の博士号取得。京都外国語大学非常勤講師、立命館大学非常勤講師、東京大学スペイン語非常勤講師を経て、2004年から、上智大学外国語学部イスパニア語学科専任講師。2009年から2019年まで同大学准教授。
モンセ・ワトキンスと共に、日本文学や俳句を母国スペインに紹介することに熱意を捧げ、武者小路実篤『友情』、森鷗外『高瀬舟』『山椒大夫』、宮澤賢治『注文の多い料理店』など数点を日本語から初訳。
また、2013年にスペインHiperion社から、太田靖子との共訳で、季語の概念を紹介した『季語 (Kigo - La palabra de estación en el haiku japonés)』、2014年に日本における死刑囚たちの詠んだ俳句をテーマにした『異空間の俳句たち（海曜社）』の翻訳版『Haikus en el corredor de la muerte)』を出版した。
2015年から1年間、NHKラジオ第二放送「スペイン語で味わうＪ文学」のパートナー・パーソナリティを務める。

## 関連人物
- モンセ・ワトキンス